# Institut de hautes études internationales et du développement
L'Institut de hautes études internationales et du développement (IHEID ; en anglais Graduate Institute of International and Development Studies ou Geneva Graduate Institute) est un institut universitaire de langue anglaise et française, situé à Genève, en Suisse. Il est créé en 2008 par la fusion de l'Institut universitaire de hautes études internationales (IUHEI) et de l'Institut universitaire d'études du développement (IUED).
L'Institut est actif dans le domaine des affaires internationales, des relations internationales, du droit international, de l'économie internationale, de l'histoire internationale, et des études de développement.
En dépit de son très petit effectif étudiant, environ 1 000 étudiantes et étudiants au total, l'Institut a un caractère divers et cosmopolite grâce à son pourcentage très élevé d'étudiants internationaux (86 %), qui inclut plus de 100 nationalités. Son campus est distribué sur la rive droite de la ville de Genève. La plus ancienne construction, la Villa Barton, est située dans un parc public sur les rives du Léman, tandis que des bâtiments plus récents sont pour la plupart dans le quartier regroupant les organisations internationales.
L'Institut est un membre de la Association of Professional Schools of International Affairs, une organisation de grandes universités spécialisées en études internationales. L'institut propose des programmes conjoints avec la Harvard Kennedy School of Government, avec le Global Studies Institute de l'université de Genève, avec la Yale Jackson School of Global Affairs et avec l'Université pontificale catholique de Rio de Janeiro.
Depuis janvier 2016, l'Institut est administrativement indépendant de l'Université de Genève et les immatriculations à l'institut ne se font plus à l'Université de Genève.

## Histoire

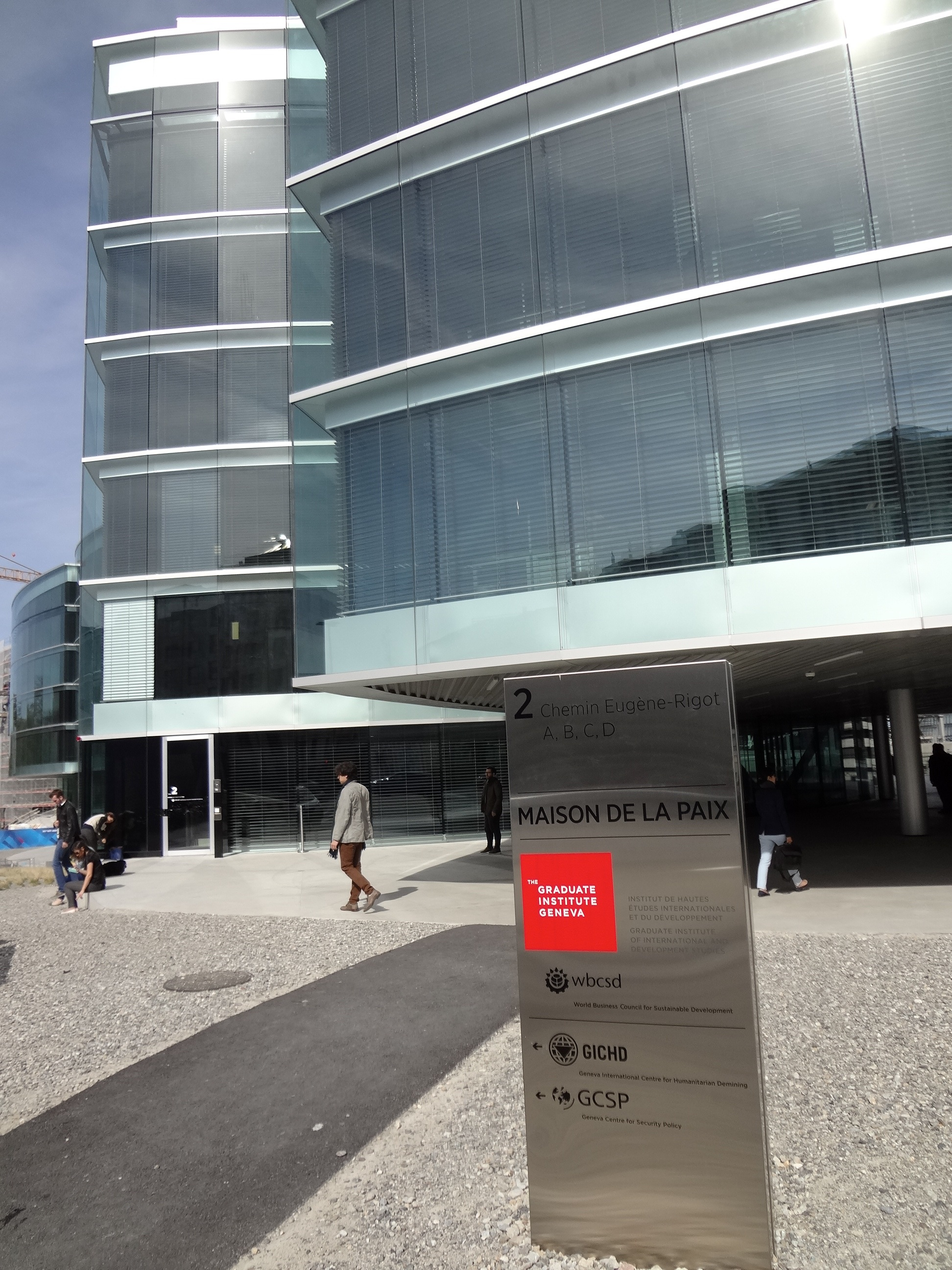
Maison de la paix, Genève.

L'Institut de hautes études internationales et du développement (IHEID) est créé en 2008 par la fusion de l'Institut universitaire de hautes études internationales (IUHEI) et de l'Institut universitaire d'études du développement (IUED).

## Scolarité
L'Institut compte cinq unités académiques : Relations internationales, Histoire internationale et politique, Droit international, Économie internationale, et Anthropologie et Sociologie du développement. Chaque département propose un programme de maîtrise et de doctorat.
L'Institut propose également un programme de maîtrise interdisciplinaire.
En outre, l'Institut propose une gamme de programmes de formation continue, y compris un LL.M. en droit international et une maîtrise exécutive en relations internationales ou en finance durable.
Reposant sur une exigence de qualité académique, l'enseignement à l'Institut présente les caractéristiques distinctives suivantes : une priorité à l'interaction entre les étudiants et les professeurs ; importance des travaux universitaires personnels, politique de bilinguisme dans les deux langues officielles de l'Institut, soit l'anglais et le français ; focus sur les carrières des étudiants. L'admission aux programmes d'études de l'Institut est concurrentielle, avec 62.5 % des candidats admis aux programmes d'études de l'Institut en 2023.

## Campus

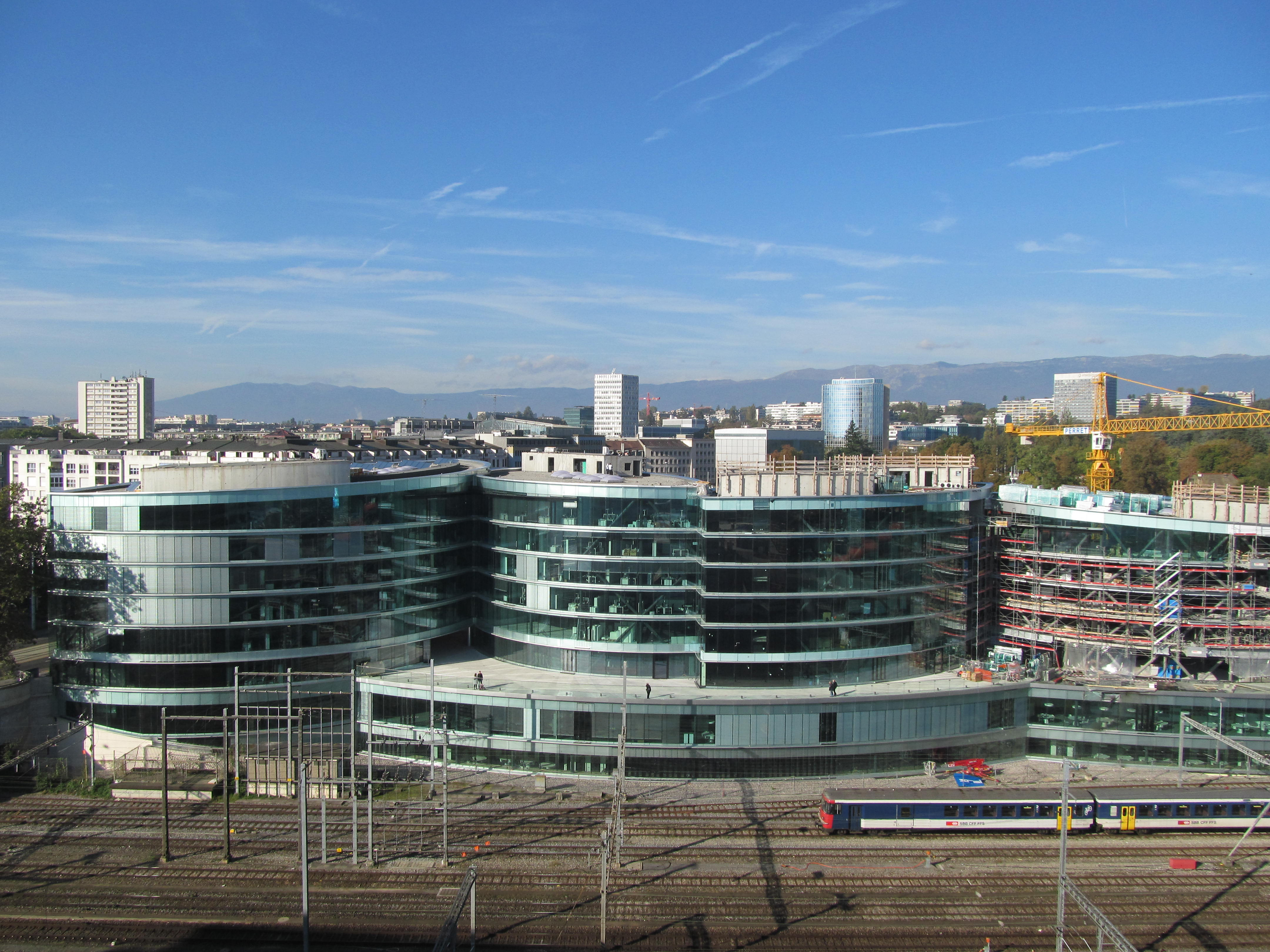
Construction de la Maison de la paix.

Le campus Villa Moynier est ouvert en octobre 2009 afin d'accueillir les bureaux et salles de cours de l'Académie de droit international humanitaire et des droits de l'homme de Genève. Le bâtiment a une portée symbolique, car il était initialement propriété de Gustave Moynier, cofondateur du Comité international de la Croix-Rouge. La villa fut utilisée par la Société des Nations et fut le siège du CICR entre 1933 et 1946.
Un nouveau campus, la Maison de la paix, a été construit ces dernières années. La première étape a été mise en service en septembre 2013. Le nouveau campus réunit les différents départements de l'Institut et la bibliothèque sous un même toit. La Maison de la paix abrite aussi trois centres internationaux soutenus par le gouvernement suisse : le Centre pour le contrôle démocratique des forces armées (DCAF), le Centre de Genève pour la politique de sécurité (GCSP) et le Centre international de Genève pour le déminage humanitaire (CIDHG). La bibliothèque de la Maison de la paix porte le nom de deux anciens de l'Institut, l'Ambassadeur Shelby Cullom Davis et son épouse Kathryn Davis, à la suite d'un don de 12 millions de dollars de Mme Davis.
La première partie de la Maison de la paix ainsi que la nouvelle bibliothèque ont été ouvertes le 9 septembre 2013.
Une résidence, la Maison des étudiants Edgar de Piciotto, est achevée en 2012 et compte 135 appartements pour étudiants et professeurs invités.
Une nouvelle résidence Grand Morillon située dans le quartier du Petit-Saconnex a ouvert début 2021. Elle a été conçue par l'architecte japonais Kengo Kuma et compte 678 lits.

### Bibliothèque
La bibliothèque de l'Institut de hautes études internationales et du développement est une bibliothèque spécialisée dans le domaine des relations internationales et du développement. Elle est née en 2007 de la fusion des bibliothèques de l'Institut universitaire de hautes études internationales (HEI) et de l'Institut universitaire d'études du développement (IUED). La nouvelle bibliothèque est maintenant l'une des plus riches de Suisse et d'Europe dans les domaines des relations internationales et du développement. Elle compte 350 000 livres et revues spécialisées. L'ensemble de ces ouvrages est maintenant en libre accès, aucun d'entre eux n'étant plus stocké dans des dépôts distants.
La bibliothèque est dépositaire des publications de l'ONU depuis 1947 et a été dépositaire des publications de l'OSCE et de la Banque asiatique de développement jusqu'en 2012. Elle héberge également plusieurs fonds d'archive, notamment les fonds Boris Souvarine ou Pierre Centlivres, les archives du Centre européen de la culture ou un fonds de cotes boursières provenant du Crédit Lyonnais.

## Recherche
Les activités de recherche de l'Institut sont menées aussi bien au niveau fondamental qu'au niveau appliqué, avec le souci d'apporter aux acteurs internationaux publics et privés une analyse utile à la solution des grands problèmes actuels.
Ces activités de recherche sont conduites d'une part par les professeurs de l'Institut dans le cadre de leurs travaux personnels et, d'autre part par des équipes interdisciplinaires au sein de centres ou de programmes, dont l'activité se concentre sur treize domaines prioritaires :
- le commerce international, la finance et l'intégration globale
- les conflits et la construction de la paix
- les migrations, la mobilité globale et les villes
- l'action humanitaire et les droits humains
- l'environnement et le développement durable
- la santé globale
- la technologie (vue sous l'angle des sciences sociales)
- la démocratie et la société civile
- Les arts, la culture et la religion
- Le développement et la coopération
- La diplomatie et la gouvernance globale
- L'éducation, l'information et les médias.
- Le genre, la diversité, la race et l'intersectionalité[9]

### Centres et programmes de recherche
Les centres et programmes de recherche de l'Institut diffusent des recherches qui contribuent à l'analyse des organisations internationales basées à Genève :
- Centre on Conflict, Development and Peacebuilding (en)
- Global Governance Centre
- Centre for Trade and Economic Integration
- Centre for Finance and Development (en)
- Global Health Centre
- Global Migration Centre
- Hoffmann Centre for Global Sustainability
- Albert Hirschman Centre on Democracy
- Centre for Digital Humanities and Multilateralism
- Gender Centre
- NORRAG Global Education Centre

#### Centres conjoints avec l'Université de Genève
- Geneva Academy of International Humanitarian Law and Human Rights (en)
- Geneva Centre of Humanitarian Studies
- Centre for International Dispute Settlement
- Geneva Water Hub (en)

#### Centre rattaché à l'IHEID
- Small Arms Survey (en)

## Fonctionnement

### Statut légal

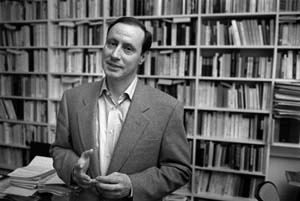
L'historien Philippe Burrin, directeur de l'IUHEI puis de l'IHEID de 2004 à 2020.

L'IHEID est constitué comme une fondation privée suisse, la Fondation pour l'institut de hautes études internationales et du développement, et partage une convention avec l'Université de Genève. Il s'agit d'une forme d'organisation particulière, puisque l'Institut est constitué comme une fondation privée remplissant une fonction publique. En outre, la responsabilité politique de l'Institut est partagée entre la Confédération suisse et le canton de Genève. Habituellement, en Suisse, la gestion des universités publiques est la responsabilité des cantons, à l'exception des écoles polytechniques fédérales de Zurich et Lausanne. IHEID est donc une institution hybride, entre deux catégories standard.

### Conseil de fondation
Le Conseil de fondation est l'organe administratif de l'Institut. Il est composé de personnalités indépendantes nommées par le Conseil fédéral et le Conseil d'État du canton de Genève. Les relations de la fondation avec les autorités publiques sont réglées dans une convention d’objectifs de quatre ans. Rolf Soiron est président du Conseil de la fondation. Le vice-président est Beth Krasna (également membre du Conseil des Écoles polytechniques fédérales). Le Conseil comprend entre autres : Beth Krasna (vice-présidente de Symbiotics SA), Tamar Manuelyan Atinc (ancienne vice-présidente du développement humain à la Banque mondiale), Charles Beer (ancien conseiller d’État chargé de l'instruction publique, de la culture et du sport du canton de Genève), Claire Baribaud (directrice de l'HEPIA), Christine Beerli (ancienne membre du Grand Conseil bernois), Alessandro Curioni (vice-président d'IBM Europe et Afrique), Katja Gentinetta (philosophe politique), Jacques Marcovitch (professeur de gestion et d'affaires internationales à l'Université de São Paulo), Alexis Keller (professeur à l'université de Genève), Elettra Ronchi (consultante et conférencière), Vera Songwe (économiste) et Blaise Matthey (vice-président pour l'Europe et l'Asie centrale et trésorier de l'Organisation internationale des employeurs).

### Administration
L'Institut fut dirigé par Philippe Burrin, et à partir du 1er septembre 2020 par Marie-Laure Salles.